# El somni d'un home ridícul
El somni d'un home ridícul (en rus: Сон смешного человека) és un relat curt de Fiódor Dostoievski del 1877. El conte està estructurat en cinc parts i està escrit en primera persona per un narrador protagonista que narra la història de la revelació que tingué gràcies a un somni utòpic.

## Argument
El narrador comença la història amb la seva presentació com a home ridícul i solitari, que viu una situació absurda que sorgeix de la convicció que l'existència manca de sentit. Això el fa col·locar en una posició de nihilisme negatiu, fins al punt que arriba a afirmar que tot li és indiferent i que les coses no són res més que aparences, així que mai no va existir o existirà res més que en funció de si mateix.
| « | Em representava de mode molt clar que la vida i el món no depenien més que de mi. En realitat, fins podia dir-se, en aquell moment, que el món no havia estat creat més que per a mi. [...] I pot passar que, en efecte, res no existeixi per a ningú després de mi i que el món sencer, un cop s'hagi abolit la meva consciència, s'esborri com un fantasma, ja que no és més que l'objecte de la meva consciència, i que s'anihili, ja que tot el món i tots els homes potser no siguin més que jo mateix... | » |

Una nit el narrador anònim aixeca els ulls al cel mentre erra pels carrers ombrívols de Sant Petersburg i veu un estel solitari que li fa revifar la idea del suïcidi, idea que havia estat contemplant des de feia dos mesos. Aleshores se li atansa una nena, que li demana entre balbuteigs que ajudi la seva mare, però ell la rebutja automàticament.
En tornar a l'apartament, el narrador s'asseu davant la pistola i li agafa un rampell de raonaments relacionats amb la seva impossibilitat de ser res, la culpa que sent a causa de la seva actuació amb la nena i la contradicció que aquesta vergonya implica, tenint en compte la profunda indiferència que creu sentir envers el món.
| « | "És evident, em deia, que si sóc un home no sóc un zero i mentre no sigui canviat en zero, visc i, per consegüent, puc patir, irritar-me, avergonyir-me de les meves accions. És veritat, però si em mato en dues hores, què m'importen la nena, la vergonya i la resta? Seré reduït a zero, a zero absolut." | » |

A partir d'aquest plantejament es dedica a meditar sobre una sèrie de qüestions fins que s'adorm. En un somni segueix rumiant sobre els afers que l'amoïnen. Imagina que se suïcida i l'enterren en una tomba humida i freda. Una gota li cau a l'ull, que el molesta, i mogut pel seu malestar prega el perdó a un hipotètic Ésser superior. Després d'esperar un minut, el seu taüt s'obre i el duen a l'espai, on li tornen a la vida. Després d'un llarg viatge per l'espai, veu un estel petit, el mateix que va observar la nit abans del suïcidi, i aquest Ésser el duu a un planeta millor que la Terra.
Llavors es troba en un lloc semblant a un arxipèlag grec, i en coneix els habitants, homes bells i savis. En observar-los, el narrador comprèn que es troba al paradís, en una etapa anterior a la qual havia viscut, on la Terra no ha estat tacada pel pecat i els homes són encara innocents i feliços. En aquest àmbit utòpic, la ciència no és necessària, no hi ha desig ni propietat privada i la mort s'afronta sense por, amb la certesa de la comunió amb un Tot sobre la base del qual no s'elabora cap religió. Meravellat, el narrador roman molts anys amb aquests éssers, i finalment acaba sent qui origina la seva caiguda. Els homes aprenen d'ell a mentir, i a partir d'això sorgeixen els seus defectes: la trampa engendra l'honor i la voluptuositat, la voluptuositat la gelosia, i la gelosia la crueltat; poc després ocorre el primer homicidi. Els éssers se separen, es tornen egoistes, individualistes i solitaris, pateixen i aprenen a festejar el dolor. La ciència reemplaça l'emoció, i el paradís queda en l'oblit, però la nostàlgia i la incertesa creen religions. El narrador els observa amb dolor i amb amor, se'n penedeix i demana ser castigat, però ells el rebutgen i pensen que és boig.
És aleshores que desperta. Davant del plantejament dels homes que afirmen que tot va ser una al·lucinació, explica que la realitat podria no ser més que un somni, i que la naturalesa de la seva revelació és superior al que ells anomenen vida.
| « | Què importa, doncs, que no fos més que un somni? En canvi, vosaltres col·loqueu per damunt de tot aquesta vida i jo estava disposat aleshores a suprimir-la amb la seva mentida, de cop, mentre que el meu somni, oh! el meu somni s'ha convertit per a mi en anunciador d'una vida nova, immensa, regenerada i forta. | » |

El narrador és un home nou, que en veure la pistola la rebutja i es consagra a viure, a cercar la nena que va ofendre i a predicar el que ha après.

## Anàlisi
Aquest relat àgil explora la solitud de l'home i la seva posició davant l'incert sentit de l'existència a partir d'una visió espiritual, fent ús d'un humor subtil i de la profunda anàlisi psicològica dels personatges que és usual en les altres obres de l'autor. A partir dEl somni d'un home ridícul Dostoievski descriu les seves idees morals, basades en la religió cristiana, i s'oposa al racionalisme i al nihilisme, postures que el narrador s'encarrega de criticar al llarg del conte i les que són identificades com a conseqüència i causa de l'allunyament de l'antiga benaventura. Aquesta felicitat perduda, per la qual segons Dostoievski els homes senten una llunyana nostàlgia, pot recuperar-se si, com expressa el narrador en un dels últims paràgrafs, se segueix un model de conducta basat en l'amor envers altri i la vida.